# DFB-Pokal 2012./13.
DFB-Pokal 2012./13. jubilarna je sedamdeseta sezona njemačkog nogometnog kupa. Natjecanje je započelo 17. kolovoza 2012. s prvom od šest rundi natjecanja, a završit će 1. lipnja 2013. finalom na Olimpijskom stadionu u Berlinu. Branitelj naslova, Borussia Dortmund, eliminiran je u četvrtfinalu od ekipe Bayerna iz Münchena.
Pobjednik kupa automatski se kvalificira za natjecanje po skupinama UEFA Europske lige 2013./14.

## Momčadi u natjecanju
Sljedećih 64 momčadi je ušlo u natjecanje DFB-Pokala 2012./13.:
| Njemačka nogometna Bundesliga 2011./12. svi klubovi | 2. njemačka nogometna Bundesliga 2011./12. svi klubovi | 3. Liga najbolje četiri ekipe |
| - Borussia Dortmund - Bayern München - Schalke 04 - Borussia Mönchengladbach - Bayer Leverkusen - VfB Stuttgart - Hannover 96 - VfL Wolfsburg - Werder Bremen - 1. FC Nürnberg - 1899 Hoffenheim - SC Freiburg - Mainz 05 - FC Augsburg - Hamburger SV - Hertha BSC - 1. FC Köln - 1. FC Kaiserslautern | - Greuther Fürth - Eintracht Frankfurt - Fortuna Düsseldorf - FC St. Pauli - SC Paderborn - 1860 München - Union Berlin - Eintracht Braunschweig - Dynamo Dresden - MSV Duisburg - VfL Bochum - Ingolstadt 04 - FSV Frankfurt - Energie Cottbus - Erzgebirge Aue - Karlsruher SC - Alemannia Aachen - Hansa Rostock | - SV Sandhausen - VfR Aalen - Jahn Regensburg - 1. FC Heidenheim 1846 |
| Pobjednici 21 regionalnog kupa | | |
| - Baden: FC Nöttingen - Bavarska: SpVgg Unterhaching Wacker Burghausen - Berlin: Berliner AK 07 - Brandenburg: SV Falkensee-Finkenkrug - Bremen: FC Oberneuland - Hamburg: Victoria Hamburg - Hessen: Kickers Offenbach                                                                                 | - Mecklenburg-Zapadno Pomorje: FC Schönberg 95 - Srednja Rajna: FC Hennef 05 - Donja Rajna: Rot-Weiss Essen - Donja Saska: TSV Havelse SV Wilhelmshaven - Porajnje: SV Roßbach/Wied - Saarska 1. FC Saarbrücken - Saska: Chemnitzer FC                                                                              | - Saska-Anhalt: Hallescher FC - Schleswig-Holstein: VfB Lübeck - Južni Baden: Offenburger FV - Jugozapad: Wormatia Worms - Tiringija: FC Carl Zeiss Jena - Vestfalija: Arminia Bielefeld Preußen Münster - Württemberg: SG Sonnenhof Großaspach |

1 Tri pokajine s najviše ekipa u svojim natjecanjima (Bavarska, Donja Saska, Vestfalija) imaju po dva predstavnika u njemačkom kupu.

## Raspored utakmica
| Faza natjecanja | Datum                                    | Br. momčadi |
| --------------- | ---------------------------------------- | ----------- |
| Prva runda      | 17. – 20. kolovoza 2012.                 | 64          |
| Druga runda     | 30. – 31. listopada 2012.                | 32          |
| Osmina finala   | 18. – 19. prosinca 2012.                 | 16          |
| Četvrtfinale    | 26. – 27. veljače 2013.                  | 8           |
| Polufinale      | 16. – 17. travnja 2013.                  | 4           |
| Finale          | 1. lipnja 2013. (Olympiastadion, Berlin) | 2           |

## Prva runda
Rimski brojevi u zagradama pored imena klubova označavaju u kojem se stupnju njemačkog nogometnog sustava taj klub natječe.
| Datum              | Vrijeme | Domaća momčad                | Rezultat  | Gostujuća momčad            |
| ------------------ | ------- | ---------------------------- | --------- | --------------------------- |
| 17. kolovoza 2012. | 19:00   | SG Sonnenhof Großaspach (IV) | 1:2       | FSV Frankfurt (II)          |
| 17. kolovoza 2012. | 19:00   | VfB Lübeck (IV)              | 0:3       | Eintracht Braunschweig (II) |
| 17. kolovoza 2012. | 20:00   | SV Wilhelmshaven (IV)        | 0:2       | FC Augsburg (I)             |
| 18. kolovoza 2012. | 15:30   | Hallescher FC (III)          | 0:1       | MSV Duisburg (II)           |
| 18. kolovoza 2012. | 15:30   | FC Oberneuland (IV)          | 0:3       | Borussia Dortmund (I)       |
| 18. kolovoza 2012. | 15:30   | SpVgg Unterhaching (III)     | 1:2       | 1. FC Köln (II)             |
| 18. kolovoza 2012. | 15:30   | SV Falkensee-Finkenkrug (VI) | 0:5       | Stuttgart (I)               |
| 18. kolovoza 2012. | 15:30   | SC Victoria Hamburg (IV)     | 1:2       | SC Freiburg (I)             |
| 18. kolovoza 2012. | 15:30   | Offenburger FV (V)           | 0:3       | FC St. Pauli (II)           |
| 18. kolovoza 2012. | 15:30   | Alemannia Aachen (III)       | 0:2       | Bor. Mönchengladbach (I)    |
| 18. kolovoza 2012. | 15:30   | FC Carl Zeiss Jena (IV)      | 0:4       | Bayer Leverkusen (I)        |
| 18. kolovoza 2012. | 15:30   | Berliner AK 07 (IV)          | 4:0       | TSG 1899 Hoffenheim (I)     |
| 18. kolovoza 2012. | 18:00   | 1. FC Heidenheim (III)       | 0:2       | Bochum (II)                 |
| 18. kolovoza 2012. | 20:30   | FC Schönberg 95 (VI)         | 0:5       | VfL Wolfsburg (I)           |
| 18. kolovoza 2012. | 20:30   | Kickers Offenbach (III)      | 2:0       | SpVgg Greuther Fürth (I)    |
| 19. kolovoza 2012. | 14:30   | FC Nöttingen (V)             | 1:6       | Hannover 96 (I)             |
| 19. kolovoza 2012. | 14:30   | Wormatia Worms (IV)          | 2:1       | Hertha BSC (II)             |
| 19. kolovoza 2012. | 14:30   | Karlsruher SC (III)          | 4:2       | Hamburger SV (I)            |
| 19. kolovoza 2012. | 14:30   | FC Hennef 05 (V)             | 0:6       | 1860 München (II)           |
| 19. kolovoza 2012. | 14:30   | TSV Havelse (IV)             | 3:2 (pr.) | 1. FC Nürnberg (I)          |
| 19. kolovoza 2012. | 16:00   | VfR Aalen (II)               | 3:0       | FC Ingolstadt 04 (II)       |
| 19. kolovoza 2012. | 16:00   | Arminia Bielefeld (III)      | 3:1       | SC Paderborn 07 (II)        |
| 19. kolovoza 2012. | 16:00   | 1. FC Saarbrücken (III)      | 0:5       | FC Schalke 04 (I)           |
| 19. kolovoza 2012. | 16:00   | FC Erzgebirge Aue (II)       | 3:0       | Eintracht Frankfurt (I)     |
| 19. kolovoza 2012. | 16:00   | Preußen Münster (III)        | 4:2 (pr.) | Werder Bremen (I)           |
| 19. kolovoza 2012. | 18:30   | Hansa Rostock (III)          | 1:3       | 1. FC Kaiserslautern (II)   |
| 19. kolovoza 2012. | 18:30   | Wacker Burghausen (III)      | 0:1       | Fortuna Düsseldorf (I)      |
| 19. kolovoza 2012. | 20:30   | SV Roßbach/Verscheid (V)     | 0:4       | 1. FSV Mainz 05 (I)         |
| 20. kolovoza 2012. | 18:30   | SV Sandhausen (II)           | 3:0       | Energie Cottbus (II)        |
| 20. kolovoza 2012. | 18:30   | Rot-Weiss Essen (IV)         | 0:1 (pr.) | 1. FC Union Berlin (II)     |
| 20. kolovoza 2012. | 18:30   | Chemnitzer FC (III)          | 0:3       | Dynamo Dresden (II)         |
| 20. kolovoza 2012. | 20:30   | SSV Jahn Regensburg (II)     | 0:4       | Bayern München (I)          |

## Druga runda
| Datum               | Vrijeme | Domaća momčad               | Rezultat   | Gostujuća momčad             |
| ------------------- | ------- | --------------------------- | ---------- | ---------------------------- |
| 30. listopada 2012. | 19:00   | Berliner AK 07 (IV)         | 0:3        | 1860 München (II)            |
| 30. listopada 2012. | 19:00   | Wormatia Worms (IV)         | 0:0 (3:4p) | 1. FC Köln (II)              |
| 30. listopada 2012. | 19:00   | Preußen Münster (III)       | 0:1        | FC Augsburg (I)              |
| 30. listopada 2012. | 19:00   | Eintracht Braunschweig (II) | 0:2        | SC Freiburg (I)              |
| 30. listopada 2012. | 20:30   | TSV Havelse (IV)            | 1:3        | Bochum (II)                  |
| 30. listopada 2012. | 20:30   | FC Schalke 04 (I)           | 3:0        | SV Sandhausen (II)           |
| 30. listopada 2012. | 20:30   | VfR Aalen (II)              | 1:4        | Borussia Dortmund (I)        |
| 30. listopada 2012. | 20:30   | 1. FSV Mainz 05 (I)         | 2:0        | FC Erzgebirge Aue (II)       |
| 31. listopada 2012. | 19:00   | Karlsruher SC (III)         | 1:0        | MSV Duisburg (II)            |
| 31. listopada 2012. | 19:00   | Arminia Bielefeld (III)     | 2:3        | Bayer Leverkusen (I)         |
| 31. listopada 2012. | 19:00   | Kickers Offenbach (III)     | 2:0        | 1. FC Union Berlin (II)      |
| 31. listopada 2012. | 19:00   | Stuttgart (I)               | 3:0        | FC St. Pauli (II)            |
| 31. listopada 2012. | 20:30   | Hannover 96 (I)             | 1:1 (4:3p) | Dynamo Dresden (II)          |
| 31. listopada 2012. | 20:30   | Bayern München (I)          | 4:0        | 1. FC Kaiserslautern (II)    |
| 31. listopada 2012. | 20:30   | Fortuna Düsseldorf (I)      | 1:0 (pr.)  | Borussia Mönchengladbach (I) |
| 31. listopada 2012. | 20:30   | VfL Wolfsburg (I)           | 2:0        | FSV Frankfurt (II)           |

## Osmina finala
| Datum              | Vrijeme | Domaća momčad           | Rezultat | Gostujuća momčad       |
| ------------------ | ------- | ----------------------- | -------- | ---------------------- |
| 18. prosinca 2012. | 19:00   | FC Schalke 04 (I)       | 1:2      | 1. FSV Mainz 05 (I)    |
| 18. prosinca 2012. | 19:00   | Karlsruher SC (III)     | 0:1      | SC Freiburg (I)        |
| 18. prosinca 2012. | 20:30   | Kickers Offenbach (III) | 2:0      | Fortuna Düsseldorf (I) |
| 18. prosinca 2012. | 20:30   | FC Augsburg (I)         | 0:2      | Bayern München (I)     |
| 19. prosinca 2012. | 19:00   | VfL Wolfsburg (I)       | 2:1      | Bayer Leverkusen (I)   |
| 19. prosinca 2012. | 19:00   | Bochum (II)             | 3:0      | 1860 München (II)      |
| 19. prosinca 2012. | 20:30   | Stuttgart (I)           | 2:1      | 1. FC Köln (II)        |
| 19. prosinca 2012. | 20:30   | Borussia Dortmund (I)   | 5:1      | Hannover 96 (I)        |

## Četvrtfinale
Ždrijeb je održan 19. prosinca 2012. Utakmice četvrtfinala igrane su 26. – 27. veljače 2013.
| 26. veljače 2013. 19:00 (CET) |             |                                  |                                                                               |
| Mainz                         | 2 : 3 (pr.) | Freiburg                         | Coface Arena, Mainz Broj gledatelja: 22 517 Sudac: Deniz Aytekin (Oberasbach) |
| Parker 2' Zimling 4'          | (izvještaj) | Santini 86' Caligiuri 90+3' 108' | Coface Arena, Mainz Broj gledatelja: 22 517 Sudac: Deniz Aytekin (Oberasbach) |

| 26. veljače 2013. 20:30 (CET) |             |                   | |
| Kickers Offenbach             | 1 : 2       | Wolfsburg         | Sparda Bank Hessen Stadium, Offenbach am Main Broj gledatelja: 20 000 Sudac: Wolfgang Stark (Ergolding) |
| Stadel 81'                    | (izvještaj) | Olić 49' Dost 71' | Sparda Bank Hessen Stadium, Offenbach am Main Broj gledatelja: 20 000 Sudac: Wolfgang Stark (Ergolding) |

| 27. veljače 2013. 19:00 (CET) |             |        |                                                                                     |
| Stuttgart                     | 2 : 0       | Bochum | Mercedes-Benz Arena, Stuttgart Broj gledatelja: 20 200 Sudac: Felix Zwayer (Berlin) |
| Gentner 18' Ibišević 81'      | (izvještaj) |        | Mercedes-Benz Arena, Stuttgart Broj gledatelja: 20 200 Sudac: Felix Zwayer (Berlin) |

| 27. veljače 2013. 20:30 (CET) |             |                   |                                                                                 |
| Bayern München                | 1 : 0       | Borussia Dortmund | Allianz Arena, München Broj gledatelja: 71 000 Sudac: Knut Kircher (Rottenburg) |
| Robben 43'                    | (izvještaj) |                   | Allianz Arena, München Broj gledatelja: 71 000 Sudac: Knut Kircher (Rottenburg) |

## Polufinale
Polufinalni je ždrijeb održan 3. ožujka 2013. Utakmice su odigrane 16. i 17. travnja.
| 16. travnja 2013. 20:30 (CET)                          |             |           |                                                                                 |
| Bayern München                                         | 6 : 1       | Wolfsburg | Allianz Arena, München Broj gledatelja: 71 000 Sudac: Knut Kircher (Rottenburg) |
| Mandžukić 18' Robben 35' Shaqiri 50' Gómez 80' 83' 86' | (izvještaj) | Diego 45' | Allianz Arena, München Broj gledatelja: 71 000 Sudac: Knut Kircher (Rottenburg) |

| 17. travnja 2013. 20:30 (CET) |             |               |                                                                                        |
| Stuttgart                     | 2 : 1       | Freiburg      | Mercedes-Benz Arena, Stuttgart Broj gledatelja: 60 000 Sudac: Florian Meyer (Burgdorf) |
| Boka 9' Harnik 29'            | (izvještaj) | Rosenthal 14' | Mercedes-Benz Arena, Stuttgart Broj gledatelja: 60 000 Sudac: Florian Meyer (Burgdorf) |

## Finale
| 1. lipnja 2013. 20:30           |       |                |                                                                                 |
| Bayern München                  | 3 : 2 | Stuttgart      | Olimpijski stadion, Berlin Broj gledatelja: 74 244 Sudac: Manuel Gräfe (Berlin) |
| Müller 37' (pen.) Gómez 48' 61' |       | Harnik 71' 80' | Olimpijski stadion, Berlin Broj gledatelja: 74 244 Sudac: Manuel Gräfe (Berlin) |

## Vanjske poveznice
- DFB-Pokal, kicker.de